# Landingville
Landingville es un borough ubicado en el condado de Schuylkill en el estado estadounidense de Pensilvania. En el año 2000 tenía una población de 175 habitantes y una densidad poblacional de 80.2 personas por km².

## Geografía
Landingville se encuentra ubicado en las coordenadas 40°37′35″N 76°07′24″O / 40.62639, -76.12333.

## Demografía
Según la Oficina del Censo en 2000 los ingresos medios por hogar en la localidad eran de $40,417 y los ingresos medios por familia eran $41,667. Los hombres tenían unos ingresos medios de $33,571 frente a los $18,750 para las mujeres. La renta per cápita para la localidad era de $16,965. Alrededor del 9.5% de la población estaba por debajo del umbral de pobreza.